# 1936년 하계 올림픽 다이빙

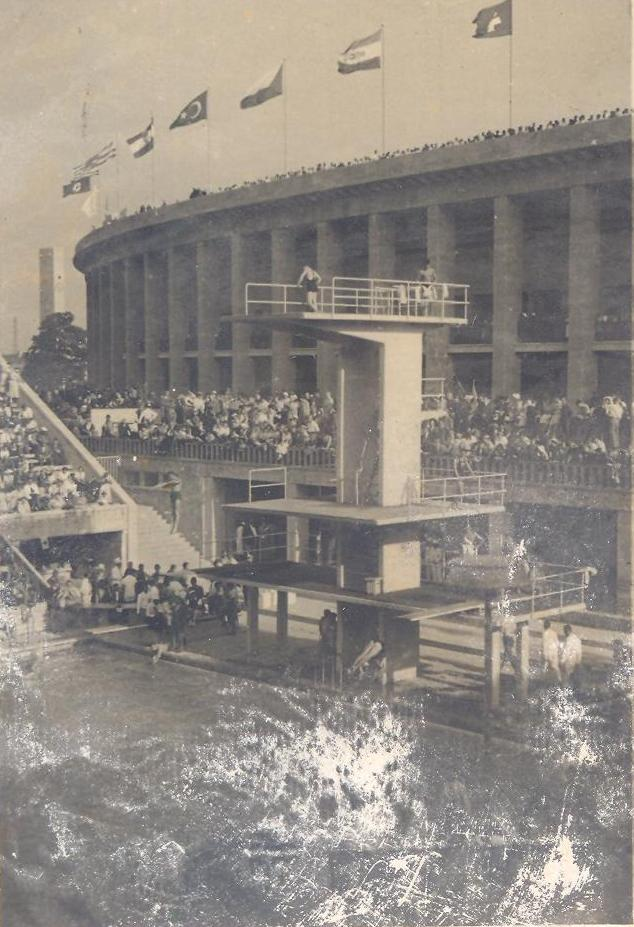
1936년 하계 올림픽 다이빙

제11회 하계 올림픽 다이빙 경기는 1936년 독일 베를린에서 열렸다.

## 참가국
- 오스트레일리아 (1)
- 오스트리아
- 캐나다
- 체코슬로바키아
- 덴마크
- 이집트
- 핀란드
- 프랑스
- 독일
- 영국
- 헝가리
- 이탈리아
- 일본
- 멕시코
- 네덜란드
- 노르웨이
- 페루
- 스웨덴
- 스위스
- 미국
- 유고슬라비아